# Merry-Joseph Blondel

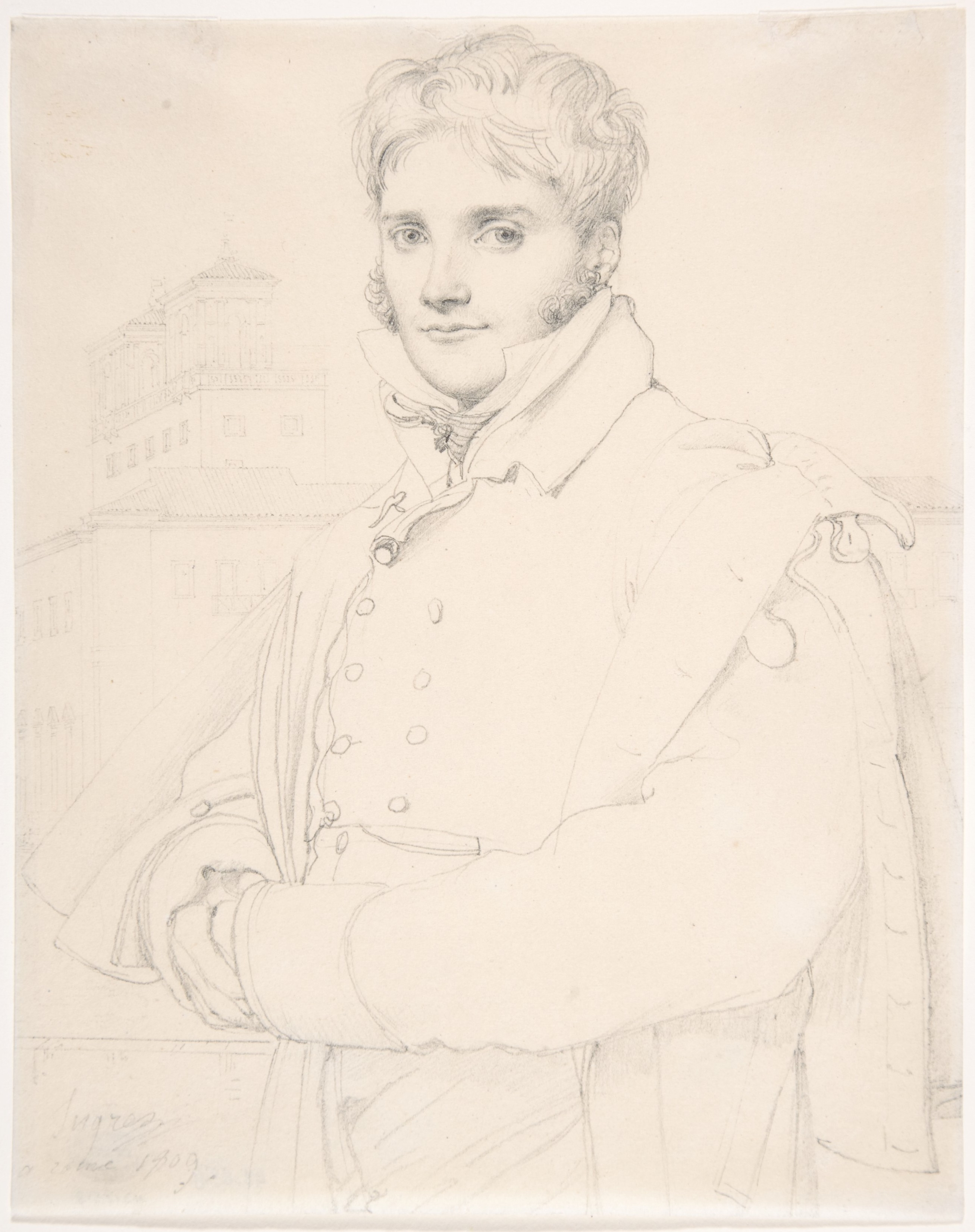
Jean-Auguste-Dominique Ingres, retrato a lápiz grafito de Merry-Joseph Blondel en 1809, con la Villa Médici al fondo. Nueva York, Metropolitan Museum

Merry-Joseph Blondel (París, 1781-1843) fue un pintor neoclásico francés. Retratista y pintor de historia, buscó sus motivos en la mitología grecorromana, así como en la historia medieval, conforme al llamado en Francia gusto troubadour (trovador) de la primera mitad del siglo XIX, pero con un tratamiento pictórico y estético puramente neoclásicos.

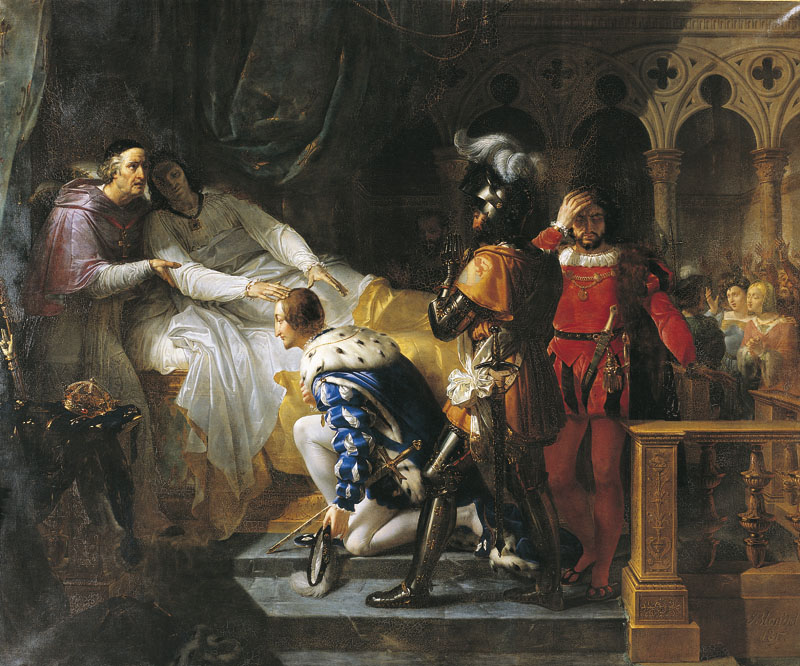
La muerte de Luis XII apodado el Padre del pueblo, óleo sobre lienzo, 327 x 391 cm, Toulouse, musée des Augustins.

Hijo de Joseph-Armand Blondel, pintor decorador y miembro de la Academia de San Lucas, y de Marie-Geneviève Marchand, con catorce años entró a trabajar con un notario, siguiendo los deseos familiares. Vencida la resistencia paterna, dos años más tarde se inició en el estudio del dibujo decorativo en la manufactura de porcelanas Dihl et Guerhard y más adelante fue discípulo de Jean-Baptiste Regnault. Tras recibir varios premios en su estudio, en 1803 ganó el Premio de Roma por su Eneas cargando con su padre Anquises (París, École nationale supérieure des beaux-arts) pero, dadas las circunstancias por las que atravesaba Europa, hubo de esperar a 1809 para realizar el viaje. En Roma se encontró con Jean-Auguste-Dominique Ingres, en el tercer año de su beca, y mantuvo con él lazos de amistad en años posteriores, aunque rivalizasen también en honores y encargos oficiales.
De regreso en París concurrió regularmente a las exposiciones del Salón organizadas por la Académie des beaux-arts. En el de 1817, el primero de la Segunda Restauración, al que se presentaron gran número de obras basadas en motivos de la Edad Media y el Renacimiento, con los monarcas como eje de la narración para hacer olvidar el reciente pasado revolucionario, obtuvo medalla de oro del jurado por su Muerte de Luis XII, apodado el Padre del pueblo (Toulouse, musée des Augustins). En el de 1824, junto con Ingres, recibió la Legión de Honor por un retrato de Carlos X. El mismo año fue honrado con una cátedra en la École des beaux arts, aunque su ingreso en la Academia se retrasó hasta 1632.

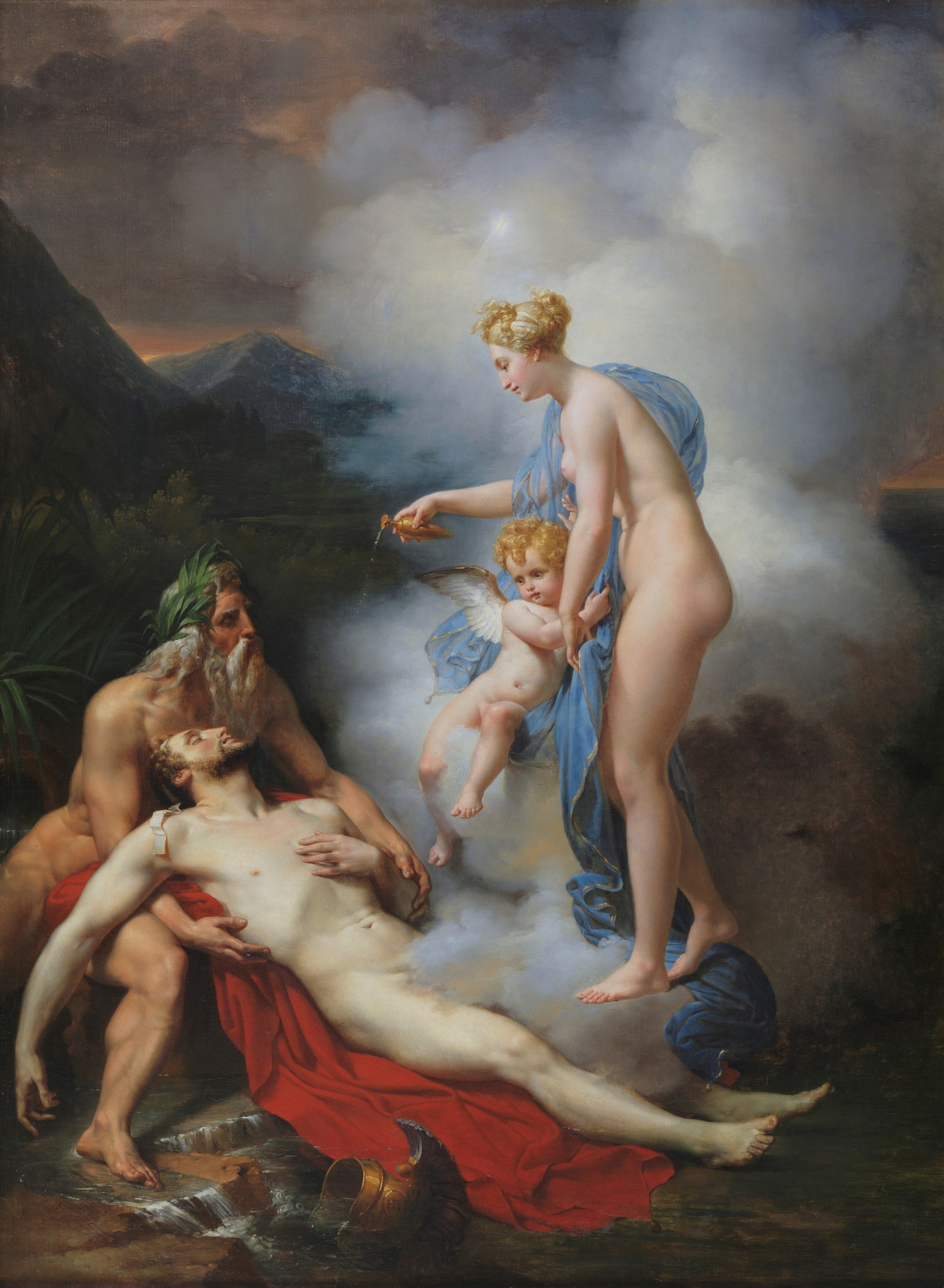
La deificación de Eneas, óleo sobre lienzo, 127 x 96 cm, Madrid, Museo del Prado.

Por encargo del Gobierno de la Restauración trabajó, siempre al óleo, en la decoración de los palacios de Fontainebleau, Versalles, el Louvre y en la Bolsa de París. Para la galería de Diana en el Palacio de Fontainebleau pintó una serie de escenas mitológicas, al óleo y sobre yeso, como Diana atraída por Cupido hacia el dormido Endimión, fechada en 1820, o Hércules apoderándose de la cierva de Cerinea, panel fechado en 1825. En 1827 y 1828 trabajó en la decoración de la gran escalera y en los techos de las salas del Consejo de Estado del palacio del Louvre. Para la llamada sala de la donación de Camondo o segunda sala del Consejo de Estado pintó al óleo y en grisalla La Francia recibiendo de Luis XVIII la Carta Constitucional rodeado por los reyes legisladores y jurisconsultos, y para el techo de la sala de la donación de Thiers, Francia victoriosa en Bouvines, idealizada alegoría de la batalla de Bouvines que dio la victoria en 1214 a Felipe Augusto sobre las tropas aliadas de ingleses, flamencos e imperiales. También en 1828 y por encargo estatal pintó El triunfo de la Religión sobre el Ateísmo (Le Puy-en-Velay, musée Crozatier) concebido como un Ars moriendi medieval.
La Revolución de julio y el ascenso al trono de Luis Felipe de Orleans no puso fin a los encargos oficiales. El propio Luis Felipe le encargó su retrato ecuestre para la sala de la Paz del Palacio de las Tullerías (Versalles, musée national des châteaux de Versailles et de Trianon). Para el museo histórico de Versalles y por encargo de Luis Felipe pintó entre 1835 y 1846 una serie de retratos de reyes, guerreros y caballeros cruzados, entre ellos los de Enrique I, Roberto Guiscardo, Raimundo IV de Tolosa, Ricardo Corazón de León, Balduino I de Jerusalén  y Bohemundo I de Antioquía,
En marzo de 1839, acompañado de su segunda esposa, Louise Emélie, hija del retratista Pierre-Maximilien Delafontaine, viajó a Roma, donde Ingres ejercía la dirección de la Académie de France. Por el libro de contabilidad de la esposa de este, Madeleine Ingres, puede seguirse el viaje que los dos matrimonios emprendieron a comienzo del mes de mayo a Umbría y las Marcas en peregrinaje rafaelesco. En él, además de Urbino, visitaron Ravena, Ancona, Pésaro y probablemente también Asís, para retornar a Roma mediado junio, pues el 17 de ese mes fechó una vista de Roma conservada junto con otros dibujos tomados en el viaje en el museo Ingres-Bourdelle de Montauban.
Falleció en 1853, poco después de completar un ciclo de pinturas murales en la iglesia de Santo Tomás de Aquino de París.